# سلافا ميتريفيلي
سلافا ميتريفيلي، من مواليد 30 مايو 1936، وتوفي في 7 يناير 1998، هو لاعب كرة قدم سوفييتي من أصول جورجية.
لعب مع منتخب الاتحاد السوفيتي لكرة القدم.

## وصلات خارجية
- سلافا ميتريفيلي على موقع الاتحاد الدولي (مؤرشف)  (الإنجليزية)
- سلافا ميتريفيلي على موقع الاتحاد الأوربي (الإنجليزية)
- سلافا ميتريفيلي على موقع قاعدة بيانات كرة القدم.إي يو (الإنجليزية)
- سلافا ميتريفيلي على موقع ناشيونال فوتبول تيمز (الإنجليزية)